# 화난 농업대학
화남농업대학(중국어 간체: 华南农业大学, South China Agricultural University)은 중화인민공화국 광둥성 광저우에 있는 소속의 국가중점대학이다. 1909년에 설립하였다.